# Neus Garcia Inyesta
Neus Garcia Inyesta (Petrer, Vinalopó Mitjà, 1945) és una arquitecta especialitzada en restauració d'edificis a Mallorca.

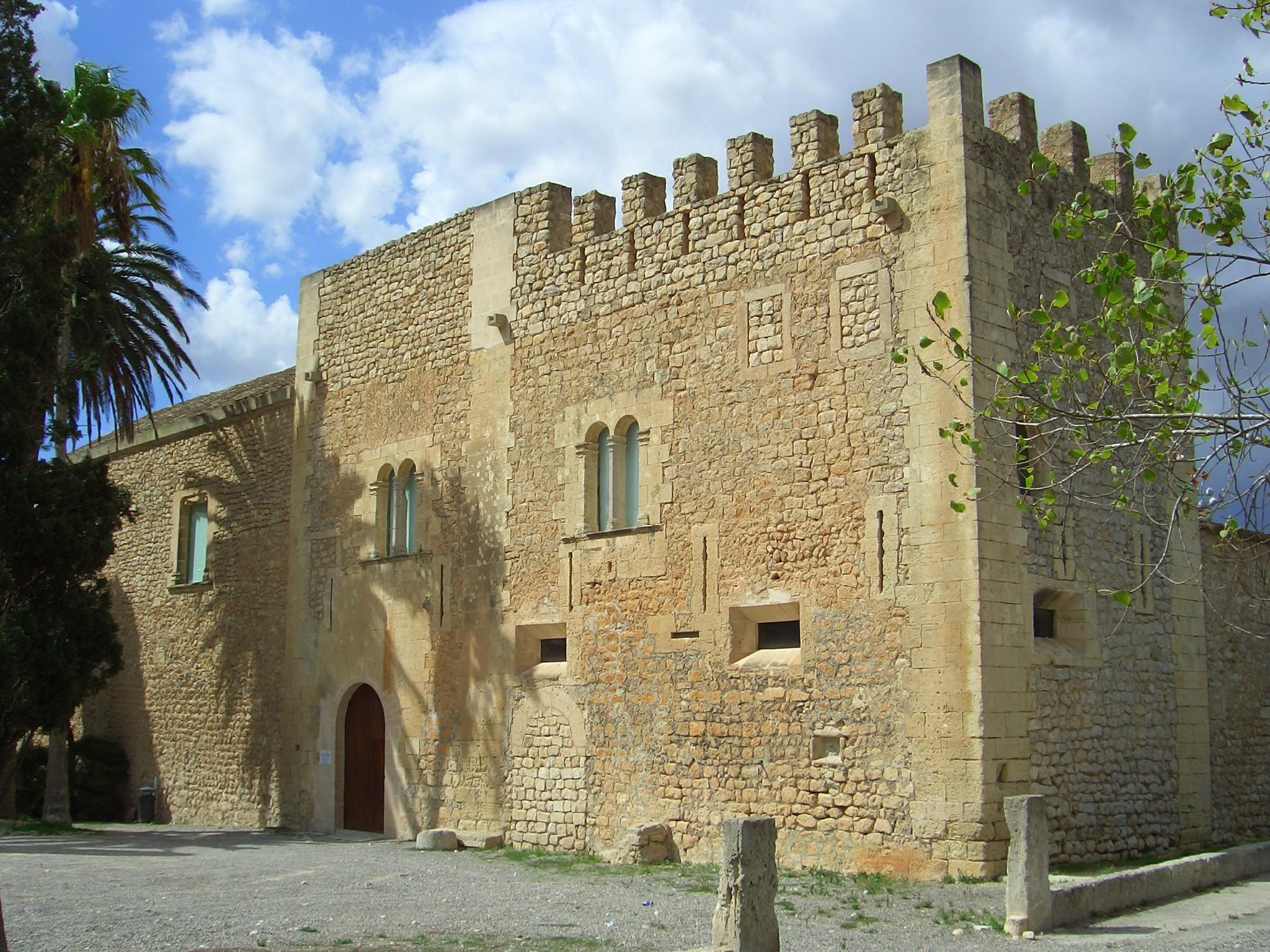
Torre dels Enagistes.

Juntament amb el seu marit Guillem Oliver és una de les figures cabdals en la lluita per la conservació del patrimoni i una concepció més humana de l’urbanisme. Garcia Inyesta i Oliver varen escriure llibres, donar conferències i reivindicar les tècniques tradicionals en uns anys en què tot era construir i construir de pressa, esborrant de pas qualsevol rastre del passat. Fou responsable, entre d'altres d'obres, de la rehabilitació de la torre de ses Puntes i la torre dels Enagistes de Manacor o la recuperació d'una fàbrica racionalista i de façanes de la Via Sindicat, de Palma. El 2009 fou la primera dona a presidir la Reial Acadèmia de Belles Arts de Sant Sebastià, a la que havia entrat el 2000. El 1989 guanyà el Premi de Rehabilitació de l'Ajuntament de Palma. El 1994 fou guardonada per l'Obra Cultural Balear (OCB) amb el premi Bartomeu Oliver dels Premis 31 de Desembre.

## Obres
- Cases vilatanes a la vila i pobles de Santanyí (1983).
- Cases de possessió (1986).
- De l'Alqueria Ancrad a la Cavalleria dels Nunis (1988).
- Etnología y tradiciones de les Illes Balears (1997).
- Construir en marès (1997).[3]